# Santos, São Paulo
Santos är en stad och kommun i Brasilien och ligger i delstaten São Paulo. Folkmängden uppgår till cirka 430 000 invånare, med nästan 1,8 miljoner i hela storstadsområdet. Santos ligger vid atlantkusten, cirka 8 mil från världsmetropolen São Paulo, och är en av Sydamerikas största hamnstäder. Santos grundades 1546.

## Storstadsområdet
Storstadsområdet runt Santos med omgivning bildades officiellt den 30 juli 1996 genom en sammanslagning av nio kommuner. Områdets officiella namn är Baixada Santista.
- Bertioga
- Cubatão
- Guarujá
- Itanhaém
- Mongaguá
- Peruíbe
- Praia Grande
- Santos
- São Vicente